# WolfPack de Thompson Rivers
La WolfPack de Thompson Rivers (anciennement connue comme Sun Demons) sont les équipes sportives universitaires qui représentent l'Université Thompson-Rivers, situé à Kamloops, C.-B., Canada. La WolfPack était un membre de l'Association canadienne du Sport collégial jusqu'à 2010, quand elle a rejoint le Sport interuniversitaire canadien.

## Équipes universitaires
- Baseball (M)
- Basket-ball (M/F)
- Cross-country
- Curling (M/F)
- Football (M/F)
- Natation (M/F)
- Volley-ball (M/F)